# Jacques Dumoustier Delafond
Pour les articles homonymes, voir Dumoustier et Delafond.
Pour les autres membres de la famille, voir Famille Dumoustier.
Ne doit pas être confondu avec Jacques Dumoustier de La Fond.
Jacques Dumoustier de La Fond, né le 26 décembre 1733 à Loudun et mort le 27 novembre 1810 à Loudun, est un magistrat et un homme politique français, député du tiers état aux États généraux de 1789.

## Biographie
D'une ancienne famille protestante du Poitou, cousin germain de Jacques Dumoustier de La Fond, Dumoustier devient avocat du roi au bailliage et subdélégué de l'Intendance de Tours à Loudun. Il est maire de Loudun de 1769 à 1785 et membre de l'assemblée provinciale de Touraine.
Le 19 mars 1789, il fut élu député du tiers état aux États généraux par le bailliage de Loudun. 
Le 25 vendémiaire an IV, il fut nommé juge dans son département, et il conserva ses fonctions de magistrat après le coup d'État du 18 brumaire. Le gouvernement consulaire lui donna, 24 floréal an VIII, le titre de juge au tribunal civil de Loudun. Il mourut président de ce tribunal.

## Pour approfondir